# Подолинний Анатолій Мусійович
 Подоли́нний Анато́лій Мусі́йович  (1 травня 1940, с. Шипинки, Барський район, Вінницька область — 9 червня 2023, Вінниця) — науковець, есеїст, поет, громадський діяч. Член Національної спілки журналістів України, Національної спілки краєзнавців України, Національної спілки письменників України (1999). Почесний краєзнавець України (2015).

## Життєпис
Народився 1 травня 1940 р. у с. Шипинки Копайгородського, а нині — Барського району на Вінниччині. Навчався в Копайгородській середній школі і вже у 4 класі почав віршувати. Після навчання у Копайгородській середній школі закінчив сільськогосподарський технікум у Молдові, нетривалий час працював за фахом у колгоспі та радгоспі, але швидко переконався, що це не його покликання. Продовжив освіту у Вінницькому педагогічному інституті на філологічному факультеті (відділ української мови та літератури, німецької мови; 1961—1966). Учителював у с. Ялтушкові Барського району (1966—1971), працював методистом, вченим секретарем в обласній організації Товариства охорони пам'яток історії та культури УРСР. Від 1976 по 2012 рр. — на кафедрі української літератури в альма-матер. Кандидат філологічних наук з 1981 р. Дисертація — «Герой української радянської пригодницької повісті 30-х років і творчість Миколи Трублаїні». Від 1985 року — доцент, від 1998 по 2012 рр. — професор університету.
Тривалий час був керівником
студентської літературної студії «Червоні вітрила», згодом «Вітрила». Один з засновників і провідних діячів обласної організації Товариства української мови ім. Т. Шевченка, «Просвіти», учасник багатьох заходів у Вінниці та Києві, спрямованих на утвердження української державності, мови та культури.
Був членом правління Вінницької обласної Національної спілки краєзнавців України.
Помер 9 червня 2023 р. Похований на кладовищі вінницької околиці Сабарів.

## Творчість
Ще школярем почав друкуватися у газеті «Вінницька правда». Перші літературні знайомства того часу — в обласному літературному об'єднанні з письменниками Миколою Зарудним та Василем Юхимовичем. Перша знакова публікація — у газеті «Літературна Україна» в 1961 р., відтак надруковані у пресі сотні рецензій, статей, у тому числі біобібліографічних та енциклопедичних, зокрема в «Українській літературній енциклопедії» (УЛЕ), «Енциклопедії сучасної України» (ЕСУ) тощо.

Автор багатьох наукових, науково-популярних, методичних публікацій, історико-краєзнавчих путівників, нарисів, перекладів та збірок віршів, передмов та післямов до книг інших авторів. Упорядник низки довідкових, хрестоматійних, антологічних видань.

Як краєзнавець досліджує творчість письменників Вінниччини, займається вивченням історії, фольклору Поділля. Учасник регіональних історико-краєзнавчих конференцій.
|                 | Виступає А. Подолинний переважно в жанрі пейзажної та медитативної лірики, пише й твори громадянського змісту. Домінують у них світлі, сонячні барви, озвучені то «піснею ранковою», то «плескотом криничної води», то щирим усміхом дівочим, то «дзвонами весни». Душа ліричного героя, його настрої і поривання перебувають у єдності з природою рідного краю, яка постає в яскравих персоніфікованих образах. У тому світі краси й доцільності шукає він – і знаходить! – гармонію і сенс життя. По-справжньому багата словесно-образна й мелодико-інтонаційна палітра поета. |
| — Борис Хоменко | |

|                         | Упродовж десятиліть писавши багато для енциклопедій та хрестоматій, Анатолій Подолинний виробив, слава Богу, не так званий «професорський» (багатослівно-невиразний), а енциклопедичний стиль письма. Лаконізм, чіткість, прозорість викладу в устремлінні до всеохопності та вичерпності з’ясування природи оцінюваних явищ і проблем – в основі цього стилю… Книжка «Жити Україною» зібрала кращі зразки й виявила кращі риси означеної дослідницької своєрідності… Назву книжці «Тільки б голос твій чути…» дав рядок А. Малишка з вірша «Україні». Сотні імен більш чи менш відомих та однаково цілеспрямовано-свідомих обстоювачів святого права рідного слова на рідній землі постають зі сторінок книжки в усій їх духовній красі. |
| — Михайло Стрельбицький | |